# Vuelo 775 de Uganda Airlines
El vuelo 775 de Uganda Airlines fue un vuelo operado por un Boeing 707-338C, registro 5X-UBC, que se estrelló mientras intentaba aterrizar en el Aeropuerto de Roma-Fiumicino en Roma, Italia el 17 de octubre de 1988. Treinta y tres de los cincuenta y dos ocupantes a bordo murieron.

## Vuelo

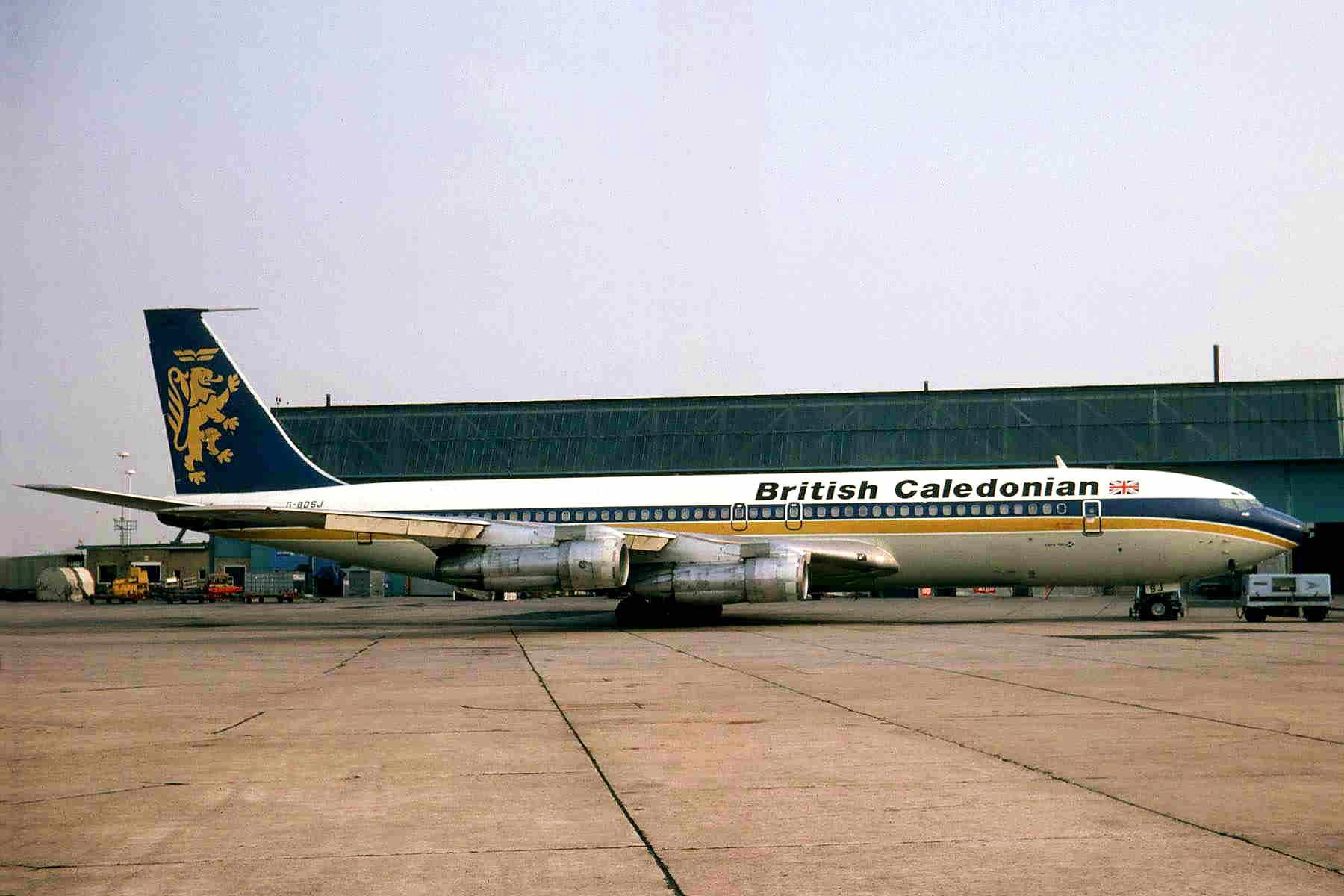
El avión involucrado en el accidente en mayo de 1981, mientras aún estaba en servicio con British Caledonian.

El vuelo 775 despegó de Londres-Gatwick rumbo a Entebbe con parada intermedia en Roma. Mientras descendía hacia Roma, la tripulación recibió autorización para efectuar una aproximación ILS a la pista 16L. Debido a la pobre visibilidad, se tuvo que frustrar el intento de aterrizaje. Se intentó realizar una aproximación a la pista 25. Esta aproximación también se tuvo que cancelar debido a las condiciones climatológicas. La tripulación solicitó entonces vectores hacia la pista 34L. El avión se estableció en el localizador pero descendió por debajo de la altitud mínima de seguridad. El avión impactó con varios árboles, y luego se estrelló, rompiéndose en pedazos, y comenzó a arder a 0,5 millas náuticas (0,9 km) de la pista.
Uno de los diecinueve supervivientes fue John Harigye, un ejecutivo y antiguo embajador de Uganda en el Vaticano.

## Causa
La causa probable del accidente se determinó que fue "La falta de una preparación adecuada de la tripulación en el procedimiento para una aproximación sin instrumentos a la pista 34L en el aeropuerto Fiumicino, especialmente en la coordinación de la tripulación y en los avisos de altitud que provocaron el descenso por debajo de los mínimos sin haberse visto las indicaciones visuales de pista."
Los siguientes factores podrían haber contribuido en el accidente:
- Una presunta fatiga física y mental, acumulada por la tripulación durante las dos aproximaciones previas, que también tuvieron lugar en un entorno extremadamente desfavorable y con una intensa demanda operativa.;
- La configuración de los instrumentos de altitud, que aunque suficientes para las aproximaciones llevadas a cabo, se componía solo de un radio altímetro con una alarma de cruce de mínimos  que estaba inoperativo;
- La atención de la tripulación estaba excesivamente centrada en las fuentes luminosas a lo largo de la pista 34L, en lugar de en las lecturas de los instrumentos.

Parte de la Comisión de investigación así como el representante ugandés de Aviación Civil, se mostraron en desacuerdo de la mayoría, durante la fase de identificación de los factores que podrían haber contribuido al accidente.